# Аббатство Сен-Виктор (Марсель)
Абба́тство Сен-Викто́р или Аббатство Свято́го Ви́ктора — монастырь в Марселе, основанный преподобным Иоанном Кассианом в V веке вблизи могил массалийских мучеников, одному из которых — святому Виктору († в ок. 303) — он и посвящён. Один из первых монастырей Галлии (после Лигуже и Мармутье, основанных святым Мартином Турским, и Леринского монастыря преподобного Гонората), считается первой монашеской обителью Галлии, расположенной в городе.
Монастырь оказывал существенное духовное влияние во всём Провансе от времени своего основания до начала второго тысячелетия. С XV века приходит в упадок. Во время французской революции здания монастыря сносятся. Действующей остаётся монастырская церковь.
В 1968 году в крипту аббатства передана богатая коллекция саркофагов конца IV — первой половины V веков, до этого выставленных в музее Замка Борели. Таким образом аббатство Сен-Виктор стало вторым по значению музеем христианского искусства первого тысячелетия в Провансе после арльского.
Аббатство классифицировано как исторический памятник Франции с 1840 года.

## История

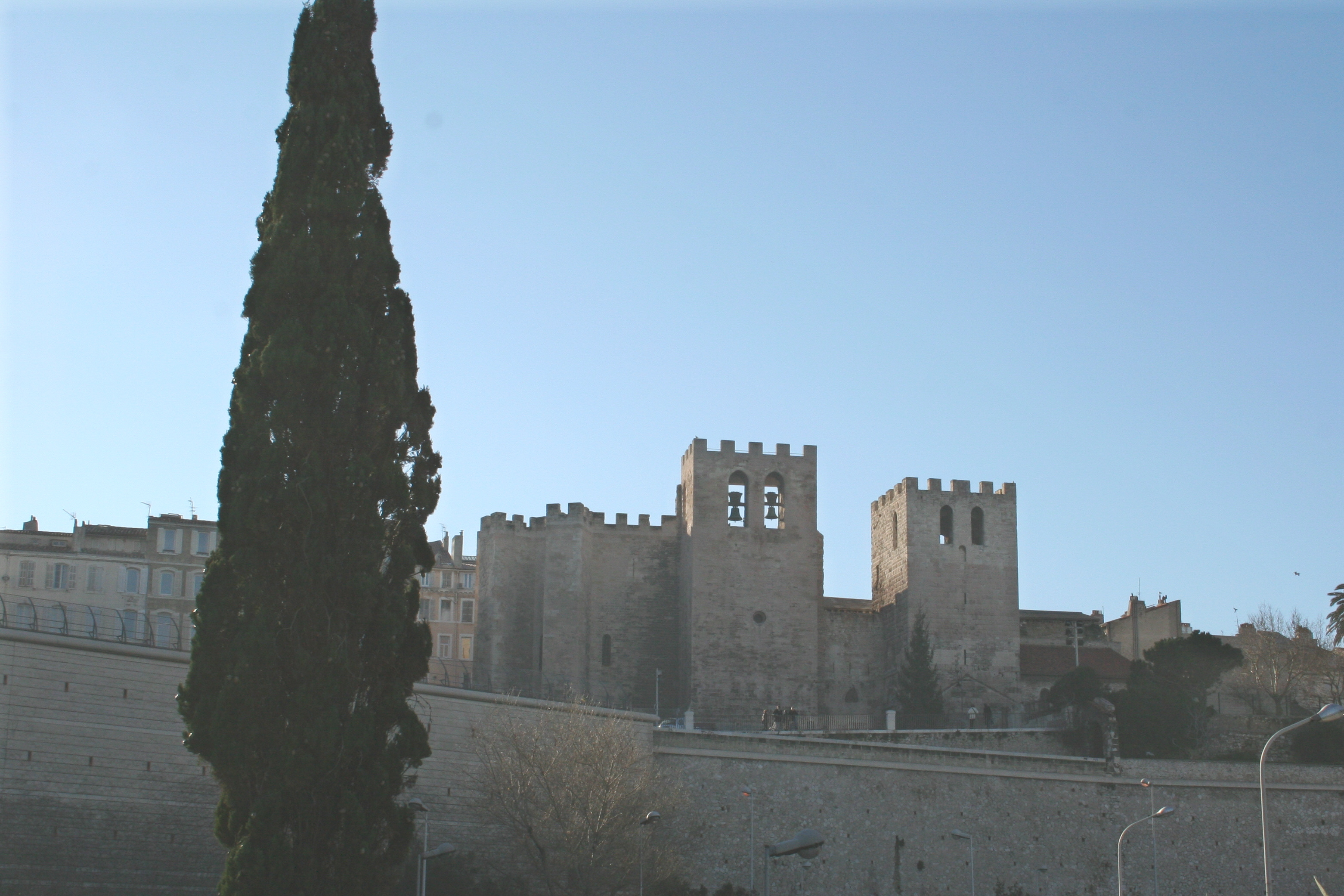
Общий вид аббатства со стороны.

Около 415 года Иоанн Кассиан основал два монастыря Святого Виктора в Марселе, один — мужской (впоследствии и ставший Аббатством Святого Виктора), другой — женский.
В V веке монастырь святого Виктора и церковь Марселя были связаны с полупелагианской ересью, которая появилась благодаря отдельным трудам Кассиана, а мирянин Хилари и святой Проспер Аквитанский умоляли святого Августа и Папу Селестина I-го о её подавлении.
В восьмом или девятом веках оба монастыря были разрушены сарацинами. Произошло это либо в 731, либо в 838 году, когда аббатиса Святая Евсевия была причислена к числу мучеников, вместе с 39 монахинями. Впоследствии женский монастырь так и не был восстановлен.
В первой половине одиннадцатого века монастырь был вновь построен святым Уилфредом, ставшим его аббатом.
Аббатство долго сохраняло связи с королевскими семьями Испании и Сардинии, и у него даже были земли в Сирии. Полиптих Святого Виктора, завершённый в 814 году, большая реестровая книга(конец одиннадцатого-начало двенадцатого веков) и малая реестровая книга(середина тринадцатого века) и различные документы, датируемые от 683 до 1336 годов, позволяют оценить, насколько велика была экономическая роль этого аббатства в средние века.
Благословенный Гильом Гримор, провозглашённый аббатом 2 августа 1361 года, в 1362 стал римским папой, Урбаном V. Он увеличил саму церковь и обнёс аббатство высокой зубчатой стеной. Он также дал аббатству епископскую юрисдикцию, и назначил несколько районов и деревень к югу от города ему в епархию. Урбан V посетил Марсель в октябре 1365, освятив большой алтарь церкви. В мае 1367 он вернулся в аббатство и провёл там консисторию.
Впоследствии аббатство начало терять свой статус, особенно начиная с XVI века, когда появились коммендаторы.
Потеря библиотеки аббатства Святого Виктора может быть следствием злоупотребления властью коммендаторов. Содержимое библиотеки может быть исследовано благодаря сохранившемуся каталогу, относящемуся ко второй половине двенадцатого века. Скорее всего, это трагическое событие произошло в позднем шестнадцатом веке, между 1579 и 1591 годам.
Кардинал Мазарини был аббатом в 1655 году, Томас ле Фурнье (1675—1745), монах аббатства, написал несколько манускриптов, повлиявших на публикации мавристов.
17 декабря 1739 Папа Климент XII распустил аббатство.